# MOS DVDC
Il MOS Technology 8568 Video Display Controller (VDC), meno noto come DVDC dove la "D" sta per "Digital", è un microprocessore prodotto da MOS Technology come chip video dei computer Commodore 128 della serie D, dove la tastiera era separata dal resto della macchina.
Rispetto al MOS 8563 da cui deriva, l'8568 era una versione aggiornata del chip in cui erano stati integrati alcuni microcomponenti che nell'8563 erano invece assemblati sulla piastra madre intorno ad esso. A parte questo si segnala la presenza di un registro in più (nell'8568 sono 38 contro i 37 dell'8563), e della non corrispondenza elettrica della piedinatura dei 2 chip così che essi non sono intercambiabili.